# Lampona dwellingup
Lampona dwellingup är en spindelart som beskrevs av Norman I. Platnick 2000. Lampona dwellingup ingår i släktet Lampona och familjen Lamponidae.
Artens utbredningsområde är Western Australia. Inga underarter finns listade i Catalogue of Life.